# Ян Поплугар
Ян Поплугар (словац. Ján Popluhár, 12 серпня 1935, Бернолаково — 6 березня 2011, Бернолаково) — чехословацький футболіст, захисник.
Насамперед відомий виступами за братиславський «Слован», а також національну збірну Чехословаччини.
Лауреат Ювілейної нагороди УЄФА як найвидатніший словацький футболіст 50-річчя (1954—2003) за рішенням Словацького футбольного союзу.

## Клубна кар'єра
У дорослому футболі дебютував 1954 року виступами за команду братиславського «Слована», в якій провів чотирнадцять сезонів, взявши участь у 262 матчах чемпіонату. 
Згодом з 1968 по 1974 рік грав у складі команд клубів «Олімпік» (Ліон), «Збройовка» (Брно) та «Слован-Олімпія».
У 1974 році перейшов до австрійського «Вінер Шпорт-Клуб», за який відіграв 5 сезонів. Завершив професійну кар'єру футболіста виступами за команду «Вінер Шпорт-Клуб» у 1979 році.

## Виступи за збірну
У 1958 році дебютував в офіційних матчах у складі національної збірної Чехословаччини. Протягом кар'єри у національній команді, яка тривала 10 років, провів у формі головної команди країни 62 матчі, забивши 1 гол. 
У складі збірної був учасником чемпіонату світу 1958 року у Швеції, чемпіонату Європи 1960 року у Франції, на якому команда здобула бронзові нагороди, чемпіонату світу 1962 року у Чилі, де разом з командою здобув «срібло».

## Титули і досягнення
- Віце-чемпіон світу: 1962